# Lola Solar
Lola Solar (* 13. Mai 1904 in Brunn am Gebirge; † 20. Mai 1989 in Mödling) war eine österreichische Politikerin (ÖVP).
Lola Solar besuchte nach der Volks- und Bürgerschule die Keramikklasse einer Kunstgewerbeschule, anschließend eine Lehrerbildungsanstalt (Matura 1926). Im Jahr 1932 legte sie die Lehrbefähigungsprüfung für den Unterricht an Hauptschulen ab, 1933 erhielt sie eine Stelle in Göpfritz an der Wild. Nach dem Anschluss Österreichs wurde sie im April 1938 aufgrund ihres Engagements in der Vaterländischen Front vom Schuldienst enthoben. Im Herbst 1938 wurde sie wieder eingestellt und arbeitete bis 1945 als Lehrerin in Hainburg an der Donau. Später war sie als Hauptschuldirektorin in Mödling tätig.
Politisch engagierte sie sich in der Katholischen Jugend, der Katholischen Aktion. Nach dem Zweiten Weltkrieg war sie von 1945 bis 1970 als Niederösterreichische Landesleiterin der Österreichischen Frauenbewegung tätig, 1950 wurde sie Bundesleiterin der Österreichischen Frauenbewegung. Von 1949 bis 1970 war sie Abgeordnete zum österreichischen Nationalrat. Sie war Geschäftsführende Vorsitzende des Österreichischen Wohlfahrtsdienstes. 1953 fand in Salzburg auf ihre Initiative der erste Kongress christlich-demokratischer Frauen Europas statt. Daraus entwickelte sich die Europäische Frauen-Union, deren Vorsitzende Solar von 1955 bis 1959 war; 1961 wurde sie zur Ehrenvorsitzenden der Europäischen Frauen-Union mit Sitz und Stimme im Vorstand auf Lebenszeit gewählt. Sie war Bundesparteiobmann-Stellvertreterin der ÖVP. Im Jahr 1969 begründete sie mit Hertha Firnberg und anderen den "Österreichischen Frauenring".